# Marussia Motors
Marussia Motors (en russe : « Маруся ») est un constructeur automobile russe de voitures de sport et de SUV, première firme de production de voitures de sport de Russie. 
La société, créée en 2007, ferme en 2014 sans avoir produit le moindre modèle de série, les B1, B2 et F2 n'ayant jamais dépassé le stade de prototype.

## Historique
La société est fondée en 2007 par l'animateur de télévision et ancien pilote de course Nikolaï Fomenko et par Andrei Tscheglakow et Efim Ostrowski. Marussia envisageait alors de produire 3 000 voitures par an, à partir de 100 000 €. 
La Marussia B1, à moteur central et roues arrière motrices, est dévoilée par Nikolai Fomenko le 16 décembre 2008, à Moscou. La Marussia B2, au look plus agressif, est présentée au Salon de l'automobile de Francfort en septembre 2009. Les deux modèles disposent de moteurs V6 de 3,5 litres Cosworth qui développent 420 chevaux. 
En avril 2010, le SUV F2, est présenté ; il ambitionnait être décliné en version militaire et en véhicule d'urgence grâce à une coopération avec Valmet Automotive.
En 2010, Marussia annonce un partenariat avec l'écurie de Formule 1 Virgin Racing ; fin 2010, Marussia prend une participation d'environ 40 % dans l'écurie et, en championnat du monde de Formule 1 2011, l'équipe est officiellement engagée sous le nom Marussia Virgin Racing,. À la suite du rachat de l'ensemble des parts de Virgin, l'écurie s'engage, en 2012, sous le nom Marussia F1 Team. 
Marussia Motors revend ensuite ses parts à la société Marussia Communications Limited dont le siège social est à Dublin. L'écurie de Formule 1 devient dès lors totalement indépendante de Marussia Motors.
En avril 2014, la société ferme sans avoir produit le moindre modèle de série.

## Galerie

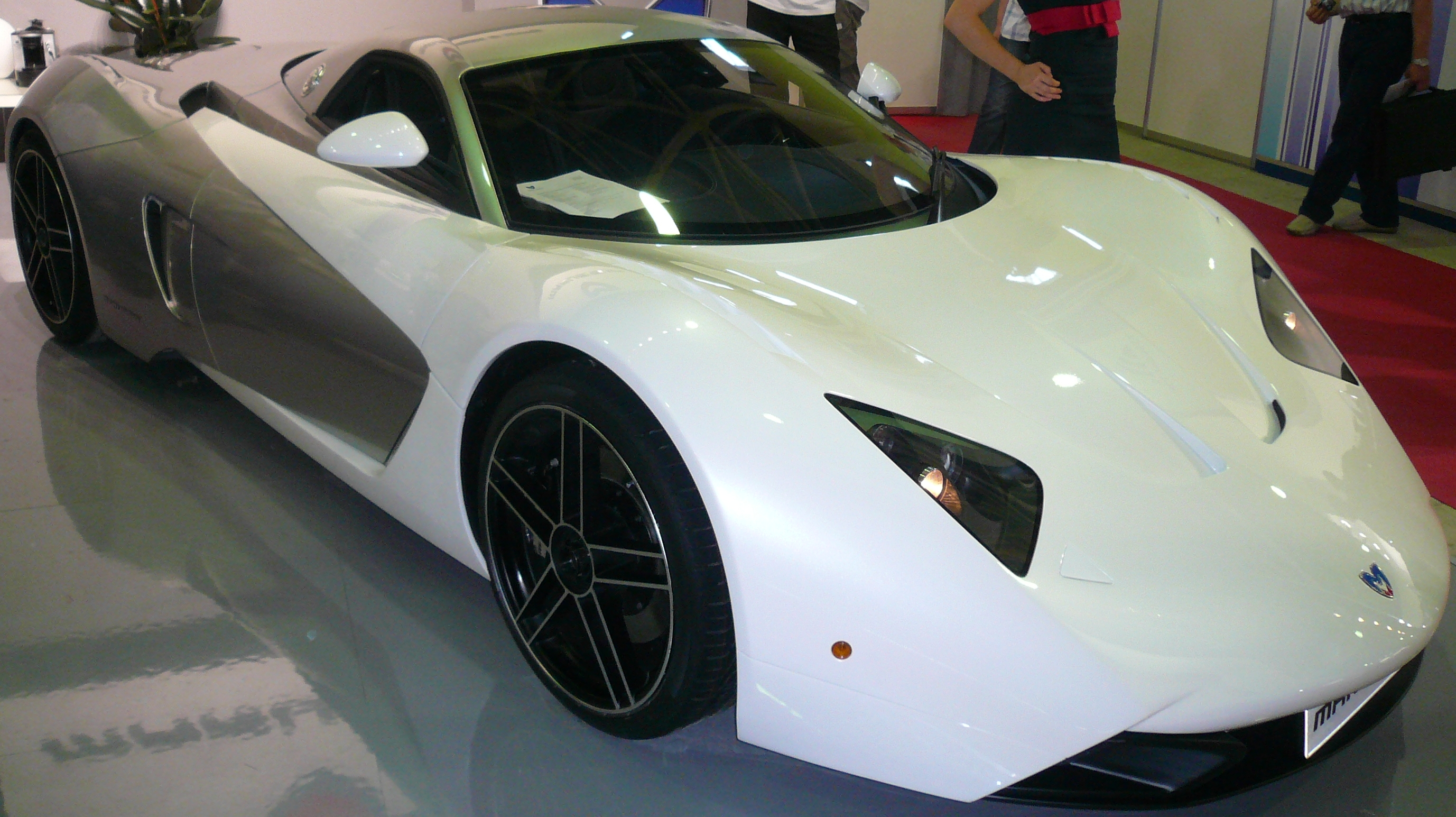
Marussia B1
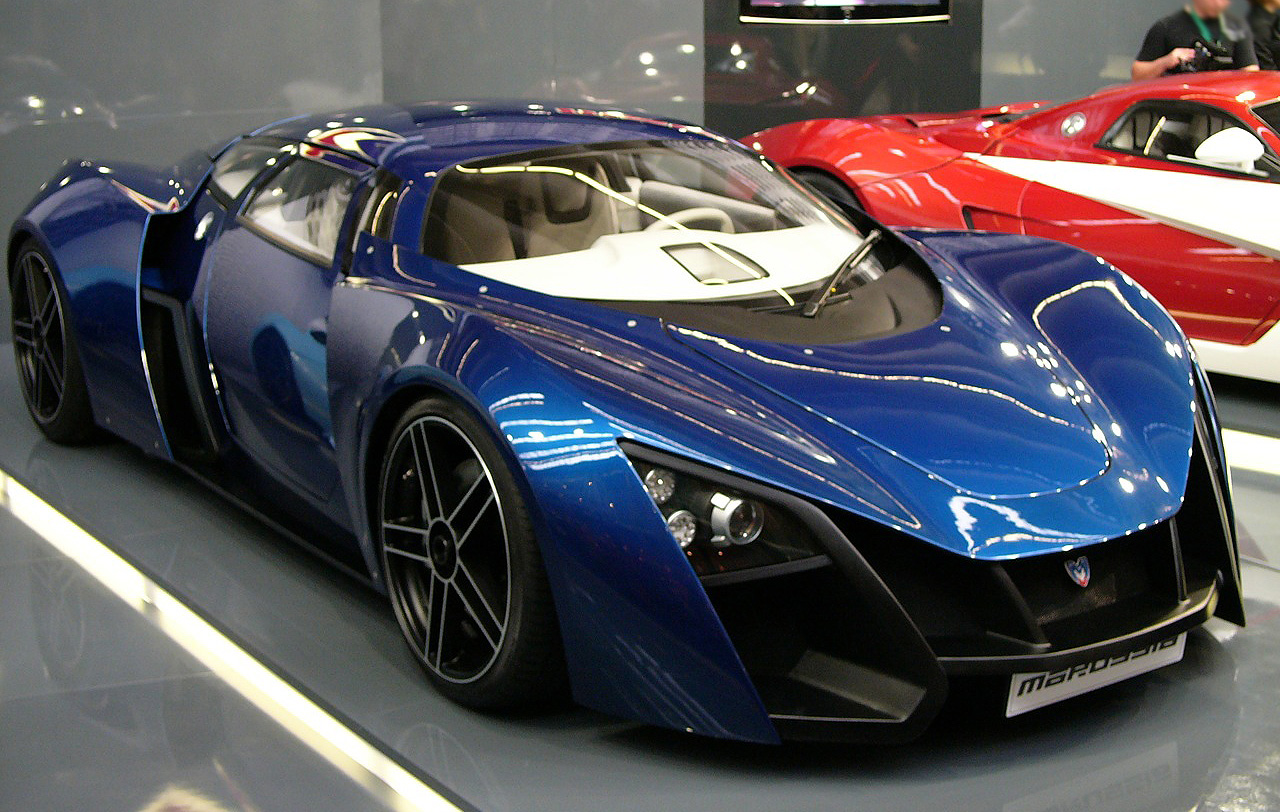
Marussia B2
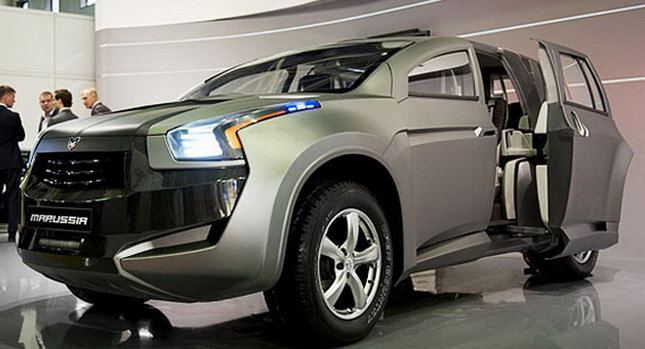
Marussia F2